# Laura Brown
Laura Brown (Calgary, 27 de novembre de 1986) és una ciclista canadenca especialista en la pista. Ha guanyat dues medalles als Campionats del món de Persecució per equips, dues als Jocs Panamericans, i un bronze als Jocs Olímpics de Rio.

## Palmarès en pista
- 2008
  -  Campiona del Canadà en persecució per equips
- 2011
  - Medalla d'or als Jocs Panamericans en Persecució per equips (amb Jasmin Glaesser i Stephanie Roorda)
- 2012
  - 1a als Campionats Panamericans en Persecució per equips (amb Allison Beveridge i Stephanie Roorda)
- 2015
  - Medalla d'or als Jocs Panamericans en Persecució per equips (amb Kirsti Lay, Jasmin Glaesser i Allison Beveridge)
  -  Campiona del Canadà de Persecució per equips (amb Jasmin Glaesser, Kirsti Lay i Allison Beveridge)
- 2016
  -  Medalla de bronze als Jocs Olímpics de Rio de Janeiro en Persecució per equips (amb Jasmin Glaesser, Kirsti Lay, Georgia Simmerling i Allison Beveridge)

### Resultats a laCopa del Món
- 2009-2010
  - 1a a Cali, en Persecució per equips
- 2013-2014
  - 1a a Manchester, en Puntuació
  - 1a a Guadalajara, en Persecució per equips
- 2015-2016
  - 1a a Hong Kong, en Persecució per equips